# Siemomysł (książę Polan)

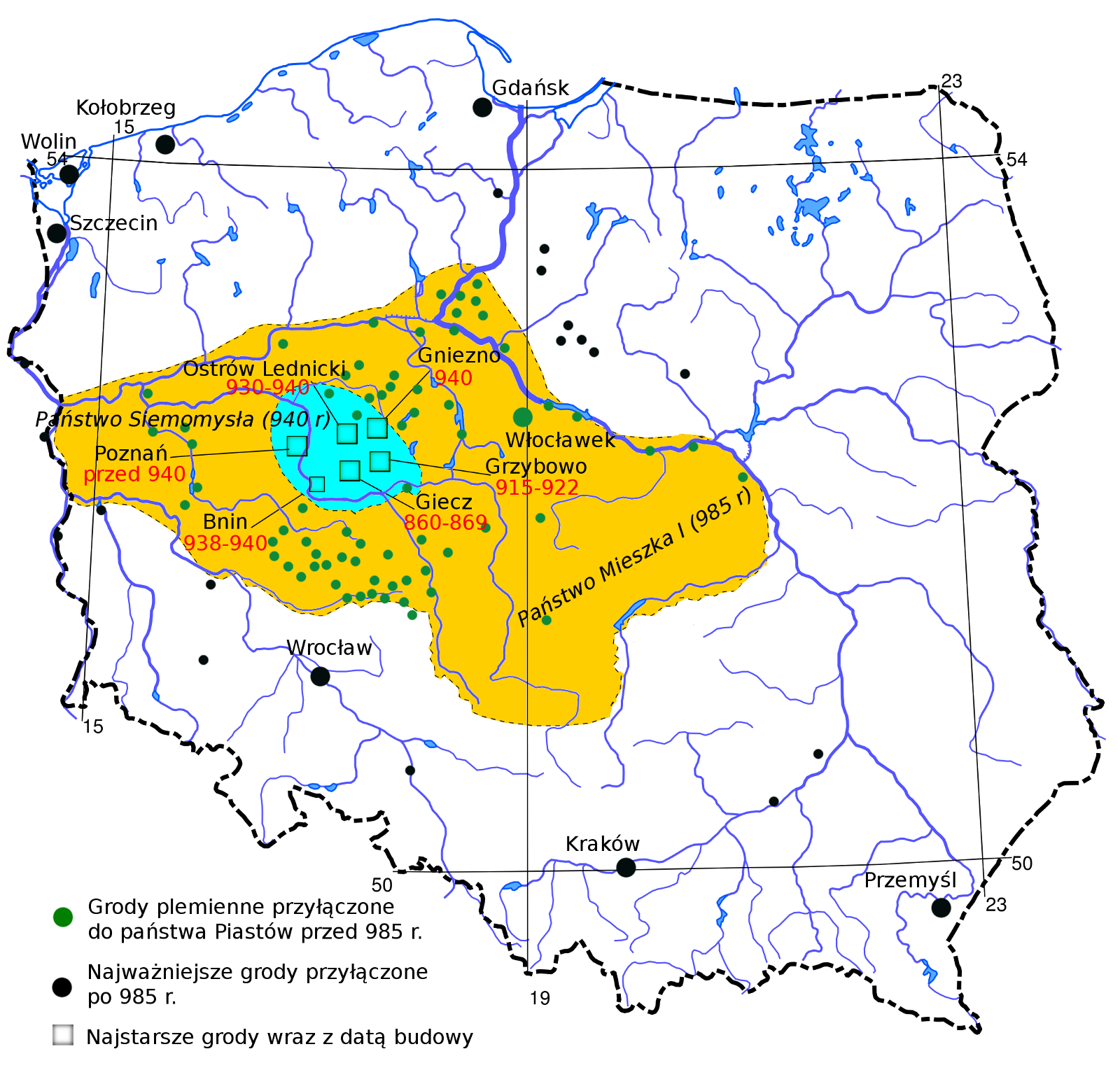
Grody powstałe w okresie domniemanego panowania Siemomysła i jego syna Mieszka I (datowanie dendrochronologiczne)

Siemomysł lub Ziemomysł (ur. prawdopodobnie na przełomie IX i X wieku, zm. w latach 950–960) – trzeci książę Polan z dynastii Piastów wspomniany w Kronice polskiej Galla Anonima. Wnuk Siemowita, syn Lestka, ojciec Mieszka I.
Historyczność Siemomysła, jak i pozostałych przodków Mieszka I, znanych jedynie z relacji Anonima zwanego Gallem, budzi dyskusje w literaturze przedmiotu; obecnie większość badaczy uznaje go za postać rzeczywiście istniejącą.

## Życiorys

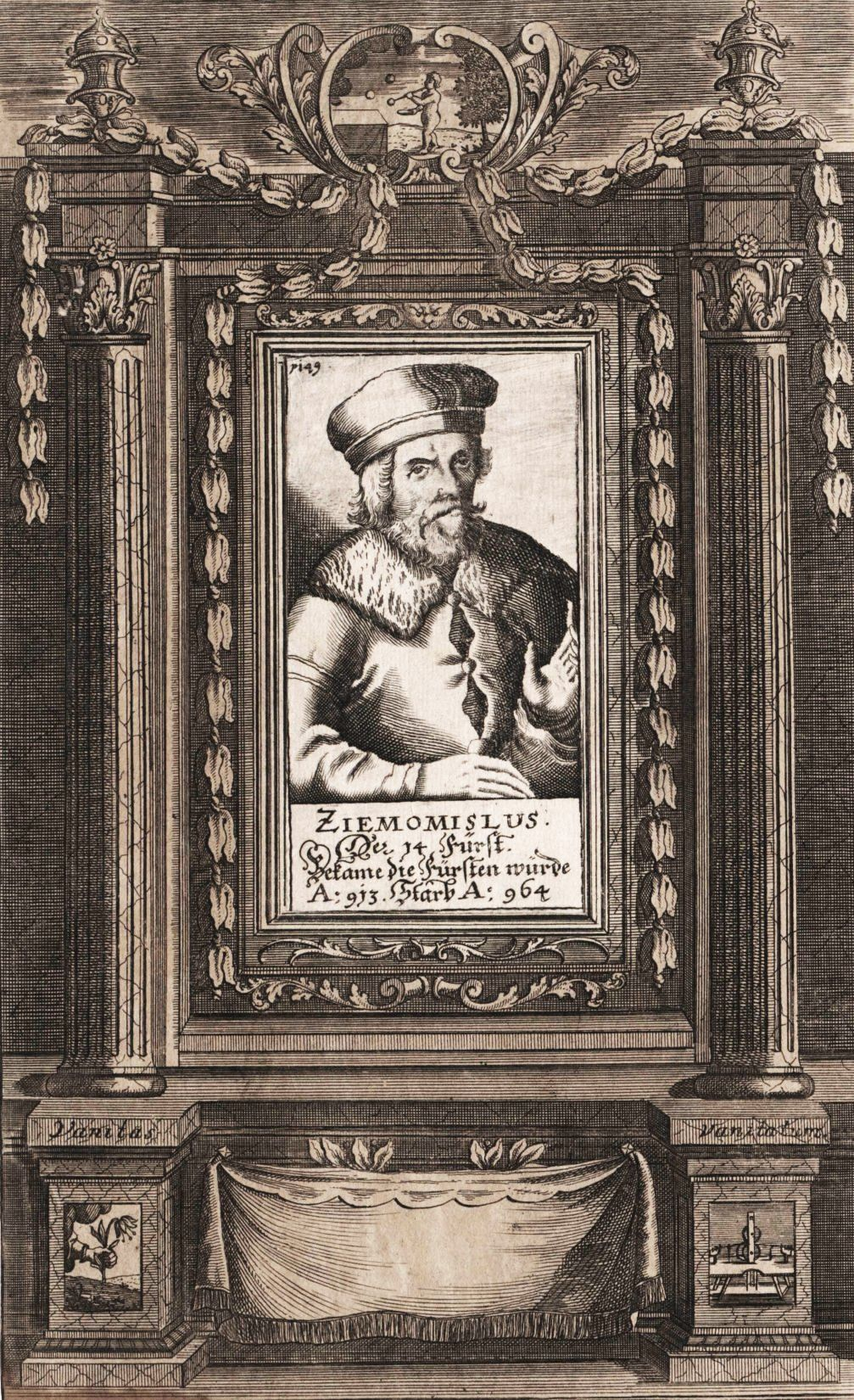
Miedzioryt z przełomu XVII i XVIII w. ze zbiorów Austriackiej Biblioteki Narodowej

Starsza literatura określała go mianem Ziemomysł. Obecnie przyjmuje się, że ojciec Mieszka I poprawnie winien być zwany Siemomysłem. Ta ostatnia forma jednak długo była uważana za błędną ze względu na autorytet Oswalda Balzera, który określił władcę Polan w swojej Genealogii Piastów mianem Ziemomysł.
Wobec niemożliwości potwierdzenia jego istnienia w innych źródłach jest uważany za postać, której istnienie nie jest jednoznacznie udowodnione. Panował hipotetycznie od ok. 930 roku (niektórzy badacze sugerują, że panowanie Siemomysła było dość krótkie i rozpoczęło się około 950 roku). Przypuszcza się, że zjednoczył najprawdopodobniej ziemie Polan, Goplan i Mazowszan, chociaż nie można wykluczyć, że uczynił to już jego ojciec. Według hipotezy Henryka Łowmiańskiego w 954 roku wsparł powstanie plemienia Wkrzan przeciwko Niemcom. Nie jest znane miejsce jego pochówku.

## Małżeństwo i potomstwo
Żona (żony) Siemomysła nie jest znana. Pojawił się domysł, że mogła być córką Włodzisława, księcia Lędzian żyjącego w 944 roku. Tego domysłu z braku źródeł nie można zweryfikować.
Według późnych i niepewnych źródeł żona Siemomysła nosiła imię Gorka (pogląd ten obalił w 1895 roku Oswald Balzer). Natomiast poznański historyk Rafał T. Prinke uważa, że mogła ona nosić imię Świętosława.
Potomkami Siemomysła byli:
- Mieszko I (ur. ok. 935, zm. 25 maja 992) – książę Polan ok. 960(?)–992,
- NN, syn (ur. ?, zm. ?)  – zginął w 964 lub 965 (wg starszej literatury w 963[6]). Dopuszcza się możliwość, że mógł być on również starszym, przyrodnim bratem Mieszka I, nieznane jest miejsce jego pochówku[7],
- Czcibor (ur. ?, zm. po 24 czerwca 972).

Przypuszcza się również, że córką Siemomysła mogła być żona nieznanego bliżej księcia pomorskiego. Hipoteza ta jest oparta m.in. na fakcie, że imię Siemomysł nosił książę pomorski wzmiankowany w źródłach w 1046 roku. Zdaniem jednak części badaczy to córka Mieszka I, a nie Siemomysła poślubiła księcia pomorskiego. Istnieje również hipoteza uważająca książąt pomorskich za boczną linię Piastów, wywodzącą się od Świętopełka, syna Mieszka I, która stawia pod znakiem zapytania istnienie tej osoby.
Oswald Balzer w Genealogii Piastów przypisywał niesłusznie Siemomysłowi syna Prokuja (w ogóle nie należał do dynastii Piastów) oraz córkę Adelajdę (Białą Kneginię), będącą postacią fikcyjną.

### Hipotetyczna genealogia
| Siemowit ur. ? zm. ? | Siemowit ur. ? zm. ? |                                     |                                     | NN ur. ? zm. ? | NN ur. ? zm. ? |  |  | NN ur. ? zm. ? | NN ur. ? zm. ? |                |                | NN ur. ? zm. ? | NN ur. ? zm. ? |
|                      |                      |                                     |                                     |                |                |  |  |                |                |                |                |                |                |
|                      |                      |                                     |                                     |                |                |  |  |                |                |                |                |                |                |
|                      |                      | Lestek ur. ? zm. w okr. 930–940 (?) | Lestek ur. ? zm. w okr. 930–940 (?) |                |                |  |  |                |                | NN ur. ? zm. ? | NN ur. ? zm. ? |                |                |
|                      |                      |                                     |                                     |                |                |  |  |                |                |                |                |                |                |
|                      |                      |                                     |                                     |                |                |  |  |                |                |                |                |                |                |
|                      |                      |                                     |                                     |                |                |  |  |                |                |                |                |                |                |

|                                           |                                           | 1 kilka żon poganek           | 1 kilka żon poganek           | Siemomysł (ur. w okr. IX/X w. zm. w okr. 950–960) | Siemomysł (ur. w okr. IX/X w. zm. w okr. 950–960) | 2 NN (Gorka?) ur. ? zm. ? OO ?                         | 2 NN (Gorka?) ur. ? zm. ? OO ?                         |  |  |
|                                           |                                           |                               |                               |                                                   |                                                   |                                                        |                                                        |  |  |
|                                           |                                           |                               |                               |                                                   |                                                   |                                                        |                                                        |  |  |
|                                           | 1,2                                       |                               | 1,2                           |                                                   | 1,2                                               |                                                        | 1,2                                                    |  |  |
| Mieszko I ur. w okr. 922–945 zm. 25 V 992 | Mieszko I ur. w okr. 922–945 zm. 25 V 992 | NN, syn ur. ? zm. 964 lub 965 | NN, syn ur. ? zm. 964 lub 965 | Czcibor ur. ? zm. po 24 VI 972                    | Czcibor ur. ? zm. po 24 VI 972                    | NN, córka? (alternatywnie córka Mieszka I) ur. ? zm. ? | NN, córka? (alternatywnie córka Mieszka I) ur. ? zm. ? |  |  |

## Pomniki
Siemomysła upamiętnia renesansowa płaskorzeźba umieszczona w portalu bramy wjazdowej Zamku Piastów Śląskich w Brzegu.